# Эрмесинда Наваррская
Эрмесинда Наваррская (Эрмесинда Гарсес или Эрмесинда Братоубийца; не позднее 1052 — после 1 июля 1110) — инфанта Наварры, дочь наваррского короля Гарсии III и его жены Стефании Фуа. Принимала участие в заговоре и убийстве Санчо IV. Жена Фортуна Санчеса, сеньора Ярнос.

## Биография

### Наваррский период
Впервые Эрмесинда упоминается в королевской хартии Гарсии III монастырю Санта-Мария-де-Нахера как «инфанта Эрмесинда» («лат. Infans Ermesinda»). Грамоту датируют 18 апреля (примерно) 1052 года. Кроме Эрмесинды там указаны её братья: наследник Наварры Санчо (назван «лат. Dominus Sanciu»), Рамиро (назван «лат. Infans Ranimirus») и Рамон (назван «лат. Infans Raimundus»).
После того как в 1054 году в битва при Атапуэрке погиб Гарсия III, королём Наварры стал его сын Санчо IV.
В 1065 году Эрмесинда упомянута в королевской хартии монастырю Сан-Мильян-де-ла-Коголья. В 1066 году Эрмесинда вместе с другими детьми фигурирует в завещании их матери Стефании. По завещанию Эрмесинда получала Вильямедьяну-де-Ирегуа.
25 мая 1070 года, 20 мая 1071 года и в 1075 году Эрмесинда упомянута в королевских хартиях монастырю в Сан-Мильян-де-ла-Коголья. В 1073 и 1075 годах Эрмесинда названа в королевских хартиях монастырю Сан-Мартин-де-Альбельда.

### Кастильский период
4 июня 1076 года в Пеньялене в результате заговора был убит Санчо IV. В убийстве участвовали Рамон, Эрмесинда и несколько придворных. Дети Санчо были ещё детьми, поэтому недовольные братоубийцей наваррцы решили, что ни один из братьев убитого, ни его дети не будут королями Наварры. Они пригласили на трон короля Санчо Арагонского, который объединил короны Наварры и Арагона. Усиление правителя Арагона осложнило его отношения с королём Кастилии Альфонсо VI Храбрым, которая захватил Ла-Риоху.
Эрмесинда бежала из Наварры, найдя защиту при дворе Альфонсо VI. Вскоре она вышла замуж за сеньора Ярноса Фортуна Санчеса, но точные даты этих событий не известны. Эрмесинда упоминается при кастильском дворе вместе с Рамиро в хартиях Альфонсо VI от 3 сентября 1079 года монастырю в Леире и 23 июня 1082 года монастырю Сан-Мартин-де-Альбейды. Первое упоминание её с мужем Фортуном Санчесом встречается 27 ноября 1109 года в их даре монастырю в Леире, в котором они выделяли средства для выкупа попавших в плен к мусульманам. Подобные дары этому монастырю известны и в хартиях от 1 июня и 1 июля 1110 года. После 1 июля 1110 года ни она, ни её муж не упоминаются, поэтому предполагают, что они умерли.